# ماران (شهرضا)
ماران (شهرضا)، روستایی از توابع بخش مرکزی شهرستان شهرضا در استان اصفهان ایران است.
ماران روستایی است در ۷ کیلومتری جاده شهرضا به آباده با مردمانی صمیمی و مهمان نواز با اعتقادات مذهبی و ارادت خاص به امام حسین علیه السلام
سایت رسمی روستای ماران www.maraniha.ir

## جمعیت
این روستا در دهستان منظریه قرار دارد و براساس سرشماری مرکز آمار ایران در سال ۱۳۸۵، جمعیت آن ۵۰ نفر (۱۹خانوار) بوده‌است.

## مکان‌های دیدنی
از مکان‌های دیدنی این روستا می‌توان به قرشگاه، برج‌های کبوتر، پل حلاج کش و قنات ۳۰۰ ساله این روستا اشاره کرد.